# Verena Dohrn
Verena Dohrn (geborene Oehlschläger, * 25. Juli 1951 in Hannover) ist eine deutsche Historikerin, Slawistin und Publizistin mit Arbeitsschwerpunkten in der Neueren Geschichte und Kultur Ostmittel- und Osteuropas, insbesondere in der jüdischen Geschichte und Kultur.

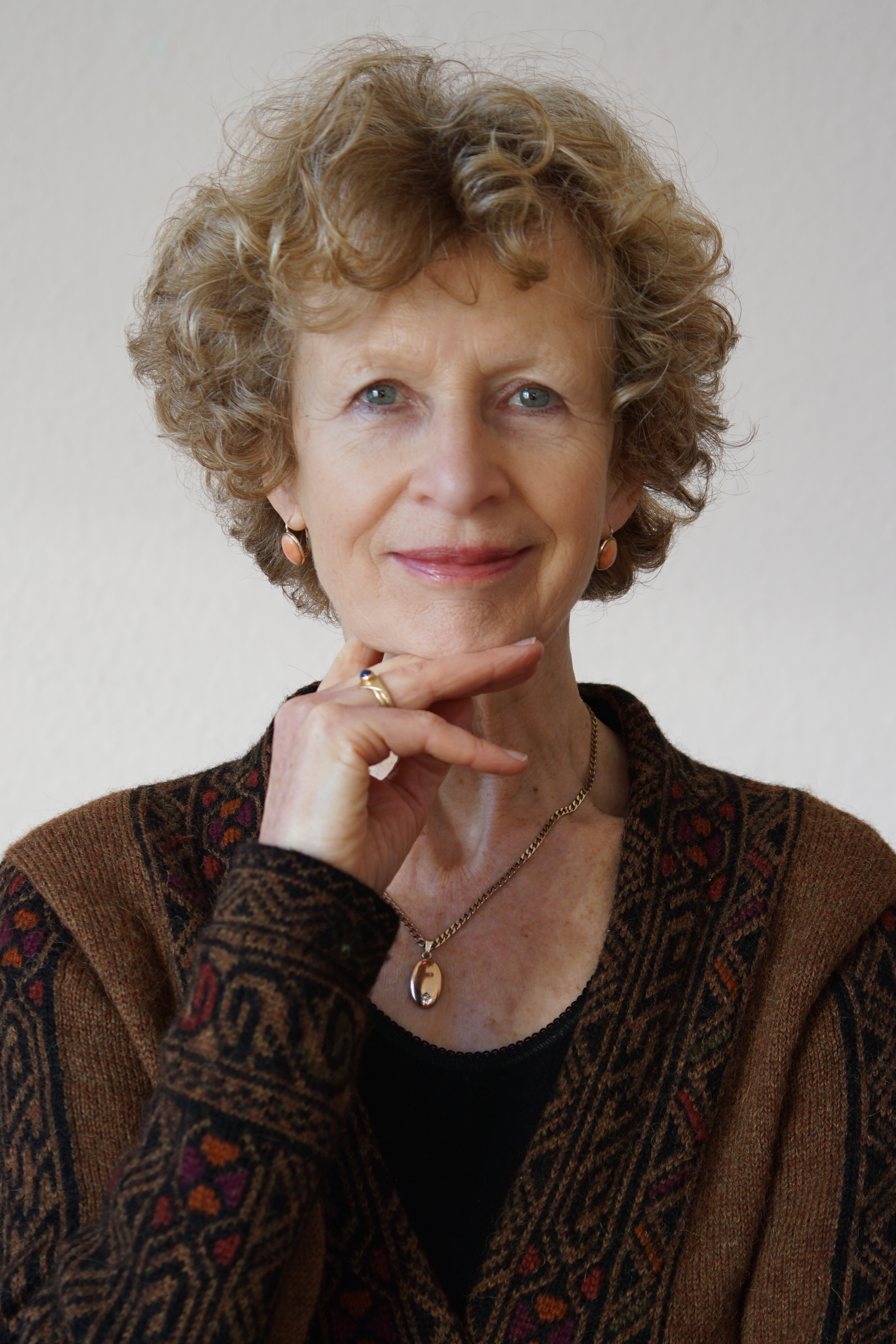
Verena Dohrn (2021)

## Leben
Verena Dohrn wuchs in einem Pastorenhaushalt in Brelingen bei Hannover mit ihren vier Geschwistern auf. Sie ist seit 1971 mit Henning Dohrn verheiratet. Das Ehepaar hat zwei Kinder.
Dohrn besuchte das Gymnasium Großburgwedel bei Hannover. Sie studierte von 1970 bis 1977 Germanistik (u. a. bei Hans Mayer), Geschichte und Philosophie an der Technischen Universität Hannover (heute: Leibniz-Universität Hannover) und schloss das Studium mit dem Ersten Staatsexamen (Höheres Lehramt) ab. 1983 folgten Referendariat und Zweites Staatsexamen. Ein Aufbaustudium in der Slawistik einschließlich längerer Forschungsaufenthalte in der Sowjetunion beendete sie 1986 mit einer Promotion über die frühe autobiographische Prosa des sowjetischen Literaturtheoretikers und Schriftstellers Viktor Schklowski bei Hans Günther an der Universität Bielefeld.
Dohrn war 1987–1993 Freie Autorin und Publizistin für NDR, Radio Bremen, WDR, Neue Kritik/Frankfurter Hefte. Von 1993 bis 1995 war sie Wissenschaftliche Mitarbeiterin an der Forschungsstelle „Osteuropa“ der Universität Bremen, 1997 bis 1999 Wissenschaftliche Mitarbeiterin am Seminar für Mittlere und Neuere Geschichte der Georg-August-Universität Göttingen. Von 2001 bis 2005 war sie Freie Mitarbeiterin und Leiterin des Editionsprojekts „Simon Dubnows Erinnerungen“ am Simon-Dubnow-Institut an der Universität Leipzig.
Im Jahr 2002 wurde Dohrn Privatdozentin am Seminar für Mittlere und Neuere Geschichte der Georg-August-Universität Göttingen. Im Wintersemester 2003/4 vertrat sie an der Ruhruniversität Bochum den Lehrstuhls für Osteuropäische Geschichte (C 4) von Bernd Bonwetsch. An der Freien Universität Berlin war sie 2006–2007 Mitarbeiterin am Lehrstuhl von Gertrud Pickhan, Osteuropa-Institut, 2008–2011 Wissenschaftliche Mitarbeiterin und Koordinatorin des Projekts „Charlottengrad und Scheunenviertel. Osteuropäisch-jüdische Migranten im Berlin der 1920/30er Jahre“ am Osteuropa-Institut. 2009 wurde sie Außerplanmäßige Professorin der Georg-August-Universität Göttingen.
An der Gottfried Wilhelm Leibniz Universität Hannover leitete Dohrn 2012–2015 das Projekt „Emigranten und Wirtschaftsbürger. Die Ölunternehmer Kahan zwischen Baku, Berlin und Palästina (1850-1950)“
Ihre Arbeitsgebiete sind Jüdische Studien mit Schwerpunkt Geschichte und Kultur der osteuropäischen Diaspora, Russisch-jüdische Geschichte des 19./20. Jahrhunderts, Vergleichende Kulturgeschichte im östlichen Europa, Neuere Geschichte Ostmittel- und Osteuropas sowie Biografisches Schreiben.
Seit 2016 ist sie als freie Autorin tätig.

## Schriften (Auswahl)
- Die Literaturfabrik. Die frühe autobiographische Prosa V. B. Šklovskijs – ein Versuch zur Bewältigung der Krise der Avantgarde (= Slavistische Beiträge. 216). Sagner, München 1987, ISBN 3-87690-384-X (Zugleich: Bielefeld, Universität, Dissertation, 1986). online: https://digi20.digitale-sammlungen.de/de/fs1/object/display/bsb00066183_00001.html
- Reise nach Galizien. Grenzlandschaften des alten Europa. S. Fischer, Frankfurt am Main 1991, ISBN 3-10-015310-3.
- Baltische Reise. Vielvölkerlandschaft des alten Europa. S. Fischer, Frankfurt am Main 1994, ISBN 3-10-015313-8.  Niederländische Ausgabe: Baltische reizen. Vertaald door Tinke Davids. Amsterdam/Antwerpen 1995.
- als Herausgeberin: Simon Dubnow: Buch des Lebens. Erinnerungen und Gedanken. Materialien zur Geschichte meiner Zeit. 3 Bände (Band 1: 1860–1903. 2004; Band 2: 1903–1922. 2005; Band 3: 1922–1933. 2005). Vandenhoeck und Ruprecht, Göttingen 2004–2005, ISBN 3-525-36953-0.
- Jüdische Eliten im Russischen Reich. Aufklärung und Integration im 19. Jahrhundert (= Beiträge zur Geschichte Osteuropas. 44). Böhlau, Köln u. a. 2008, ISBN 978-3-412-20233-0 (Zugleich: Göttingen, Universität, Habilitationsschrift, 2002).
- als Herausgeberin mit Gertrud Pickhan: Transit und Transformation. Osteuropäisch-jüdische Migranten in Berlin 1918–1939 (= Charlottengrad und Scheunenviertel. 6). Wallstein, Göttingen 2010, ISBN 978-3-8353-0797-1.
- als Herausgeberin mit Anne-Christin Saß, Britta Korkowsky, Tamara Or: „… die Nacht hat uns verschluckt“. Poesie und Prosa jüdischer Migrant*innen im Berlin der 1920er und 30er Jahre. Eine Anthologie (= Charlottengrad und Scheunenviertel. 6). Wallstein, Göttingen 2018, ISBN 978-3-8353-3133-4.
- Die Kahans aus Baku. Eine Familienbiographie. Wallstein, Göttingen 2018, ISBN 978-3-8353-3342-0. Englische Ausgabe: The Kahans From Baku. A Family Saga. Translated by Uri Themal. Brookline, MA: Academic Studies Press, 2022, ISBN 978-1-64469-754-2 Russische Ausgabe: Kagany iz Baku. Istrorija odnoj sem’i, Perevod Marina Koreneva, Brookline, MA/Sankt Petersburg: Academic Studies Press/BiblioRossika, 2024, ISBN 979-8-88719-519-3.